# Mesorhaga cocori
Mesorhaga cocori är en tvåvingeart som beskrevs av Daniel J. Bickel 2007. Mesorhaga cocori ingår i släktet Mesorhaga och familjen styltflugor.
Artens utbredningsområde är Costa Rica. Inga underarter finns listade i Catalogue of Life.